# Салдуський край
Са́лдуський кра́й (латис. Saldus novads) — адміністративно-територіальна одиниця Латвійської Республіки. Розташований у південно-західній частині країни, в історичному регіоні Курляндія. Адміністративний центр — Салдус. Створений 2021 року. Площа — 2179,5 км². Населення — 27 110 осіб (2021). До складу краю входять 2 міста і 19 волостей.

## Історія
Край утворений 1 липня 2021 року шляхом об'єднання Салдуського та Броценського країв, після адміністративно-територіальної реформи Латвії 2021 року.

## Адміністративний поділ
- 2 міста — Броцени, Салдус
- 19 волостей